# Mordechai Gur
Mordechai Gur (in ebraico: מרדכי "מוטה" גור; Gerusalemme, 6 maggio 1930 – Tel Aviv, 16 luglio 1995) è stato un generale e politico israeliano.
E' stato il 10° capo di stato maggiore delle Forze di difesa israeliane. Durante la guerra dei sei giorni (1967) comandò la brigata che penetrò nella Città Vecchia di Gerusalemme e trasmise le famose parole: «Il Monte del Tempio è nelle nostre mani!»" (in ebraico הר הבית בידינו, Har HaBayit B'Yadeinu). In qualità di capo di stato maggiore ebbe la responsabilità di pianificare ed eseguire l'Operazione Entebbe (1976) per liberare gli ostaggi ebrei in Uganda. In seguito entrò nella Knesset e ricoprì vari incarichi ministeriali. Scrisse anche tre popolari libri per bambini e tre libri sulla storia militare.

## Carriera militare
Gur nacque a Gerusalemme e giovanissimo si unì all'Haganah (il gruppo armato clandestino ebraico nel Mandato britannico della Palestina), continuando a prestare servizio in qualità di militare con la fondazione delle Forze di difesa israeliane (IDF) durante la guerra arabo-israeliana del 1948.
Nell'IDF Gur prestò servizio nella Brigata Paracadutisti per gran parte della sua carriera e divenne uno dei simboli della brigata dei "berretti rossi". Negli anni cinquanta fu comandante di compagnia sotto il comando di Ariel Sharon. Fu ferito durante un raid antiterrorismo a Khan Yunis nel 1955 (Operazione Elkayam) e ricevette una menzione d'onore dal capo di stato maggiore Moshe Dayan. Nel 1957 fu nominato aiutante di campo del comandante di brigata. Dopo aver prestato servizio in questa posizione, Gur andò a studiare all'École supérieure de guerre di Parigi.
Dopo due anni in Francia tornò e fu nominato comandante della Brigata Golani (1961-1963) dove comandò l'operazione antiterrorismo a Nukiev. Portò con sé alla Golani le tradizioni e l'atteggiamento dei paracadutisti, ne sollevò il morale e contribuì a infondere quello spirito di corpo per cui la brigata è ancora famosa. Nel 1965 venne nominato capo della sezione operativa dello stato maggiore delle IDF. Dal 1965 al 1967 è stato comandante del Command and Staff College dell'IDF.

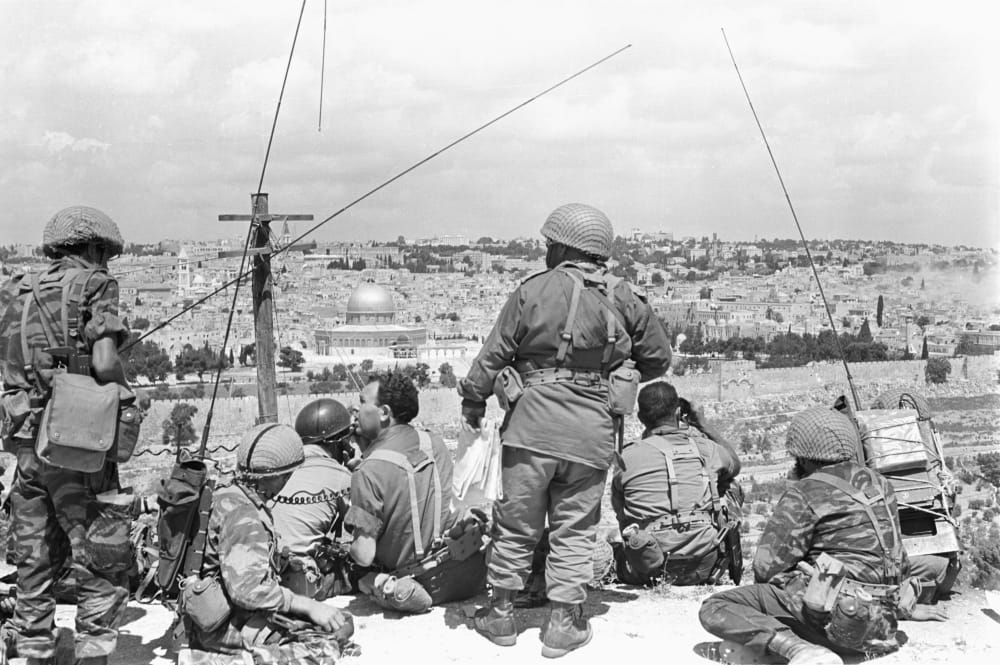
Mordechai Gur (al telefono, senza casco) con i paracadutisti della 55ª brigata sul Monte degli Ulivi prima di entrare nella Città Vecchia di Gerusalemme.

Nel 1966 Gur venne nominato comandante della 55a Brigata paracadutisti (di riserva), che guidò durante la guerra dei sei giorni. Gur e le sue truppe facevano parte della forza d'assalto che strappò Gerusalemme ai giordani e furono le prime a visitare il Muro Occidentale e il Monte del Tempio. Le immagini dei paracadutisti che piangono al Muro e la registrazione audio di Gur nelle reti di comunicazione, «Il Monte del Tempio è nelle nostre mani!» (in ebraico, Har HaBayit BeYadeinu! ), sono diventati uno dei simboli più toccanti della guerra sia per l'opinione pubblica israeliana che per quella estera.
Dopo la guerra fu promosso al grado di generale di brigata e nominato comandante dell'IDF nella Striscia di Gaza e nel nord della penisola del Sinai. Nel 1969 venne promosso a maggior generale e nominato comandante del fronte settentrionale, dove i militanti palestinesi dell'OLP, sostenuti dalla Siria, attaccarono gli insediamenti settentrionali di Israele. Gur guidò diversi contrattacchi per frenare gli attacchi terroristici, conquistando le fattorie di Sheb'a alla Siria per stabilire una posizione difensiva che impedisse attacchi al confine.
Dall'agosto 1972 al dicembre 1973 prestò servizio come addetto militare dell'IDF presso l'ambasciata israeliana di Washington. Nel gennaio 1974 venne riconfermato comandante del fronte settentrionale.
Dopo il pensionamento del generale David Elazar dovuto alle critiche della Commissione Agranat, nell'aprile del 1974 venne nominato 10° Capo di Stato Maggiore dell'IDF. Nel 1976 fu responsabile della pianificazione e della messa in atto del salvataggio da parte di Israele di 102 ostaggi dall'aeroporto di Entebbe in Uganda. Nel 1977 Gur avvertì poco prima della visita del presidente egiziano Anwar el-Sadat a Gerusalemme che il viaggio avrebbe potuto essere uno stratagemma per nascondere i piani egiziani per una guerra. Mise l'esercito in stato di allerta e fu quasi licenziato per tale errata valutazione. Nel 1978 Gur guidò una campagna in Libano per cacciare la guerriglia palestinese. Ha ricoperto l'incarico di capo dello stato maggiore fino al 1978.

## Carriera civile e politica
Dopo il suo ritiro dall'esercito, Gur fu nominato direttore generale della società Kur Mechanica. Nel 1981 venne eletto alla Knesset come membro del Partito Laburista Israeliano all'interno dell'Allineamento. Rieletto nel 1984, fu ministro della salute e membro della commissione per la sicurezza e gli affari esteri della Knesset. Tra il 1986 e il 1988 è stato membro del consiglio di amministrazione della Solel Boneh, un'impresa edile. Nell'aprile 1988 fu nominato ministro senza portafoglio, carica che mantenne anche dopo le elezioni del 1988 fino al marzo 1990, quando il partito laburista si ritirò dalla coalizione.
Dopo che il Partito Laburista vinse le elezioni del 1992, il Primo ministro Yitzhak Rabin nominò Gur a vice ministro della difesa. In quel ruolo, Gur era responsabile della preparazione dell'economia israeliana per i tempi di guerra e di crisi, e delle relazioni con i coloni ebrei in Cisgiordania e nella Striscia di Gaza. Gur sperava di diventare un giorno primo ministro, ma il cancro fermò le sue aspirazioni politiche.

## Morte
Nel 1995 Gur si ammalò gravemente di cancro terminale. Morì suicida con un colpo di pistola il 16 luglio 1995 all'età di 65 anni; lasciò un biglietto in cui diceva che non voleva essere un peso per la sua famiglia. Il primo ministro israeliano Yitzhak Rabin lo pianse come "una persona speciale, sensibile e forte, un soldato e un civile, un amante dei libri e della scrittura e, soprattutto, un amico". Gur fu sepolto con tutti gli onori militari a Tel Aviv.

## Eredità
L'Area 21, una base militare nella pianura di Sharon, è stata ribattezzata in suo onore (Camp Motta Gur).
Una stazione Metronit a Kiryat Ata prende il nome da Gur.
A Modiin una strada e una scuola sono state intitolate a Gur.
Gur ha contribuito a creare lo slogan "Seguimi" dei comandanti delle Forze di Difesa Israeliane.
Gur è stato interpretato da Jack Warden nel film I leoni della guerra (1977).